# Carpophage des Moluques
Ducula basilica
Espèce
Statut de conservation UICN

 LC  : Préoccupation mineure
Le Carpophage des Moluques (Ducula basilica (Bonaparte, 1854)) est une espèce d'oiseau appartenant à la famille  des  Columbidae.

## Description
Cet oiseau mesure 36 à 42 cm de longueur. Il ne présente qu'un dimorphisme très faible puisque la femelle est simplement un peu plus sombre que le mâle.
La tête, les côtés du cou et la poitrine sont rose pâle. L'arrière du cou est gris bleuâtre. Le manteau, le dos, les couvertures alaires et le croupion sont vert émeraude à doré avec seulement quelques reflets rougeâtres. Les rémiges primaires et les rectrices sont bleu noirâtre, ces dernières présentent une bande terminale grise. Le ventre, les flancs et les sous-caudales sont roux doré lumineux.

## Répartition
Cet oiseau vit sur les Moluques.

## Habitat
Cette espèce peuple les forêts primaires du niveau de la mer jusqu'à 1 400 m d'altitude.

## Sous-espèces
Cet oiseau est représenté par deux sous-espèces :
- Ducula basilica basilica (Bonaparte, 1854) ;
- Ducula basilica obiensis (Hartert, 1898), est plus sombre avec la nuque et les côtés du cou roux doré et les sous-caudales cannelle plus foncé.

### Sources
- del Hoyo J., Elliott A. & Sargatal J. (1997) Handbook of the Birds of the World, Volume 4, Sandgrouse to Cuckoos. BirdLife International, Lynx Edicions, Barcelona, 679 p.
- Prin J. & G. (1997) Encyclopédie des Colombidés. Editions Prin, Ingré, 551 p.